# Дрезденська долина Ельби
51°02′59″ пн. ш. 13°48′48″ сх. д. / 51.0498° пн. ш. 13.8132° сх. д.
Дрезденська долина Ельби — ділянка долини річки Ельба в столиці Саксонії Дрездені, включена у 2004 році до списку об'єктів всесвітньої спадщини ЮНЕСКО за критеріями ii, iii, iv, v. У 2006 році долина була занесена до списку об'єктів Всесвітньої спадщини, що знаходяться під загрозою знищення, через плани будівництва Вальдшлесхенського мосту через Ельбу, в 2009 році — була виключена зі списку об'єктів Всесвітньої спадщини, причому до неї зі списку виключався лише один об'єкт — резерват аравійської антилопи в 2007 році.
Долина шириною 0,5-3 км тягнеться уздовж річки з північного заходу на південний схід приблизно на 18 км — від заміського палацу Августа Сильного в Юбігау і полів Острагехеге до палацово-паркового ансамблю Пільніц і острова на Ельбі.

## Східна частина долини
У долині розташовані заплави шириною 50-100 м, які ніколи не забудовувалися (за винятком району Острагехеге); на острові біля Пільніца знаходиться закритий для відвідування заповідник. До оточуючих долину пагорбів схили правого берега Ельби піднімаються терасами, які раніше використовувалися для виноградарства. У XIX столітті велика частина їхніх територій було перетворено на приміські вілли з садами і парками, проте деякі з виноградників існують і зараз (наприклад, охоронювана область Schönfelder Hochland і Elbhänge Dresden-Pirna, а також виноградники в Пільніці і Дінглінгері).
Одним з центрів культурної спадщини в долині річки є палацово-парковий ансамбль Пільніц, розташований в східній частині. Будівництво комплексу почалося в 1720-ті роки, а після 1778 року він став літньою резиденцією курфюрста Фрідріха Августа III. Деякі селища в долині річки зберегли свою історичну структуру. На правому березі річки розташовується район Дрездена Лошвіц, на лівому — Блазевіц, забудова яких майже не змінилася з XIX і почала XX віків.

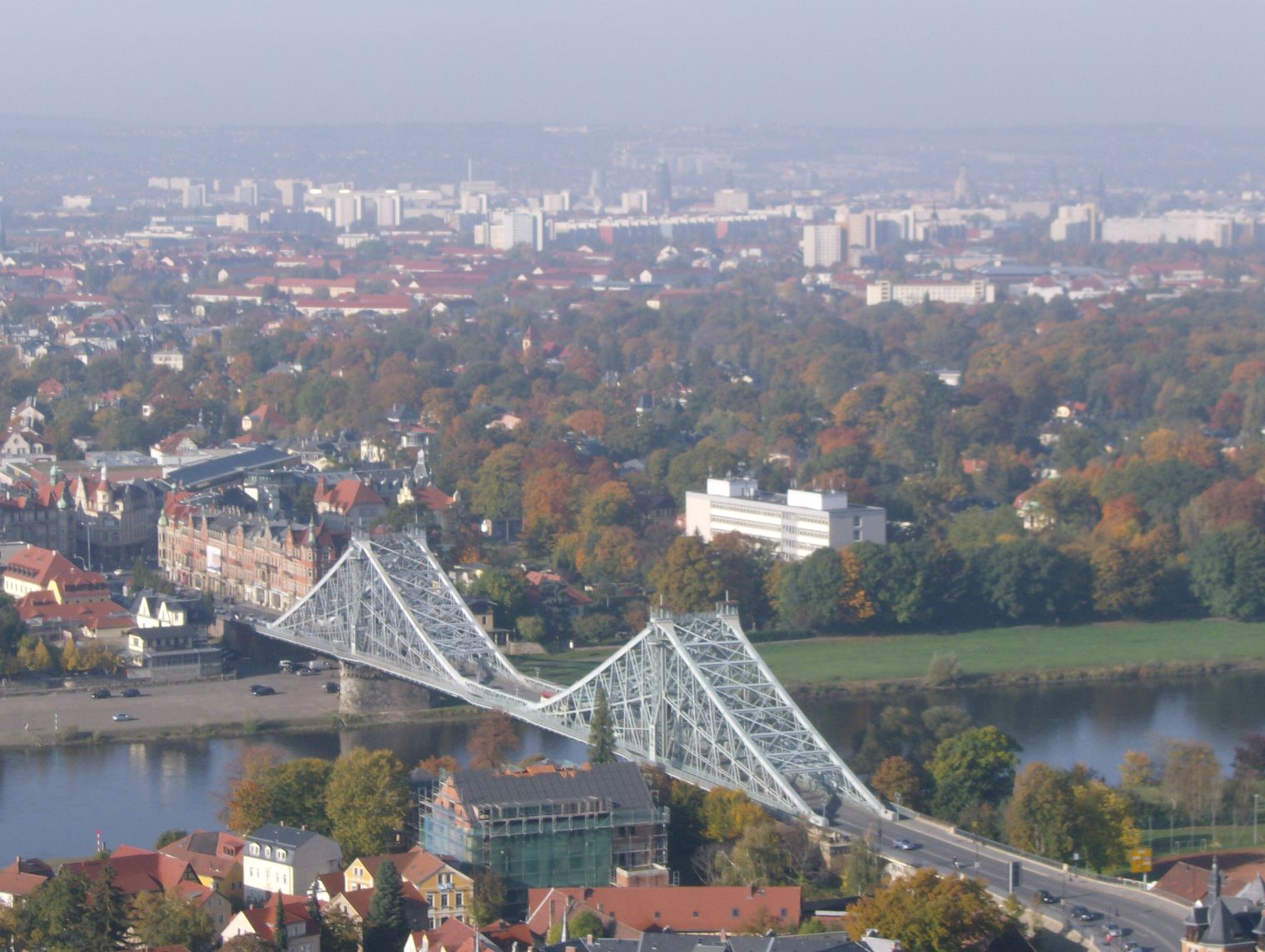
Міст «Блакитне диво» в долині Ельби

На Лошвицкой піднесеності стоять декілька вілл з парками, що оточують їх, так звані «ельбські замки»: замок Альбрехтсберг, замок Лінгнера, замок Екберг (нім. Schloss Eckberg), побудовані в 1850—1860 роках. Крематорій в Толкевіці (нім. Krematorium Tolkewitz) на кладовищі Йоханнісфрідгоф (нім. Johannisfriedhof) представляє пізніший період (1909—1911 рр.).
Добре збереглися також деякі пам'ятники часів промислової революції: сталевий міст «Блакитне диво» завдовжки 280 м (1891—1893), однопутний почіпний залізничний міст (1898—1901), а також дрезденський фунікулер (1894-95) і дрезденська підвісна дорога (1899—1901). Пасажирські перевезення по річці виконуються Саксонським пароплавством (нім. Sächsische Dampfschifffahrt), у флоті якого є пароплави кінця XIX століття (найстаріший був побудований в 1879 році).

## Історичний центр Дрездена

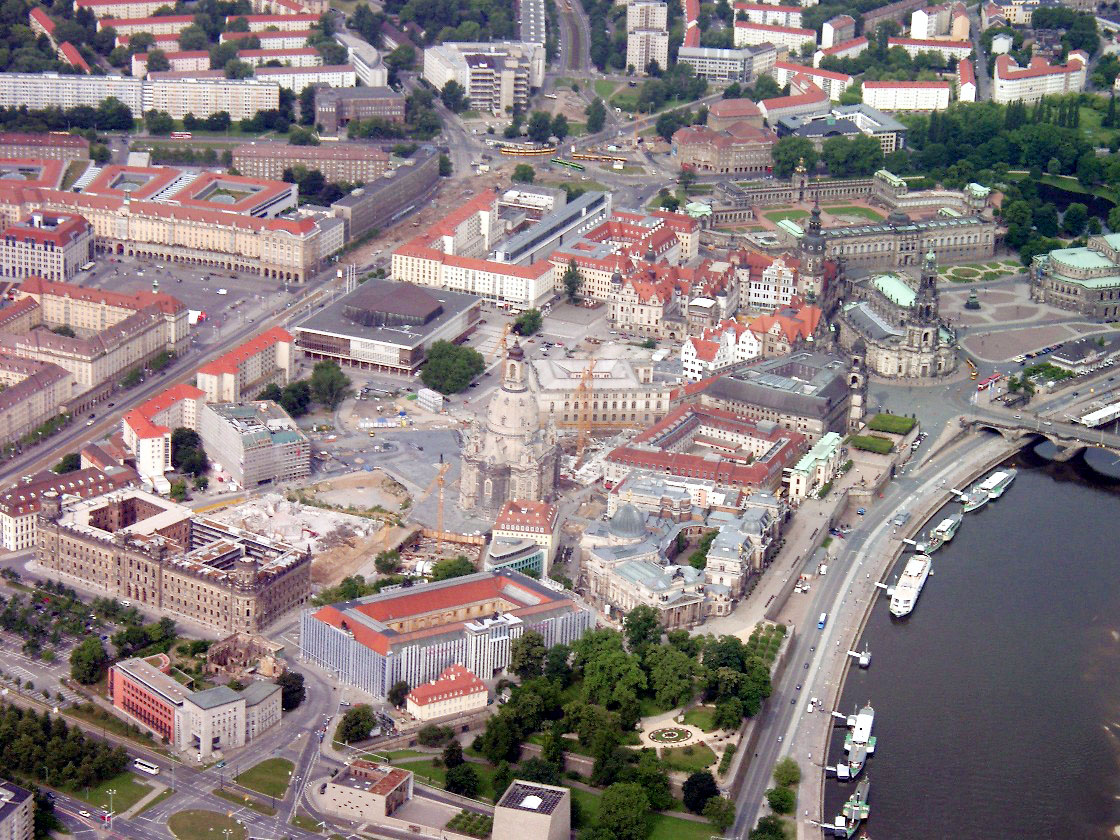
Історичний центр Дрездена і пристань Саксонського пароплавства на березі Ельби

Культурний ландшафт долини також включає історичний центр Дрездена з численними пам'ятниками і парками. Заснований в середні віки на лівому березі Ельби, Дрезден з XVI століття є столицею Саксонського курфюрства.
Після того, як Август Сильний став королем Польщі в 1697 році, місто було сильно реконструйовано. Старі укріплення були знесені за винятком тераси Брюля (яку в Дрездені називають «Балконом Європи»).
Основні пам'ятники розташовані навколо Театральної площі: Дрезденський замок-резиденція, палац Ташенберг (нім. Palais Taschenberg), Цвінгер, опера Земпера, і Гофкірхе — кафедральний собор Майсенської єпархії і придворна церква саксонських курфюрстів і королів. На правому березі річки, навпроти історичного центру розташований район Нойштадт (нім. Neustadt), на території якого знаходяться Японський палац XVIII століття з прилеглими барочними садами, будівлі саксонських міністерств і інші будови XVIII і XIX віків.

## Західна частина долини
На західній частині долини розташовується ще один палацовий комплекс Юбігау (1724—1726). Район Острагехеге, що був у XVI—XVII століттях парком для оленів, в 1902—1910 роках став міською скотобазою і найбільш просунутою в Європі бойнею, яка нині закрита, але частина будівель реконструйована і використовується Дрезденським виставковим комплексом (нім. Messe Dresden).

## Фототека

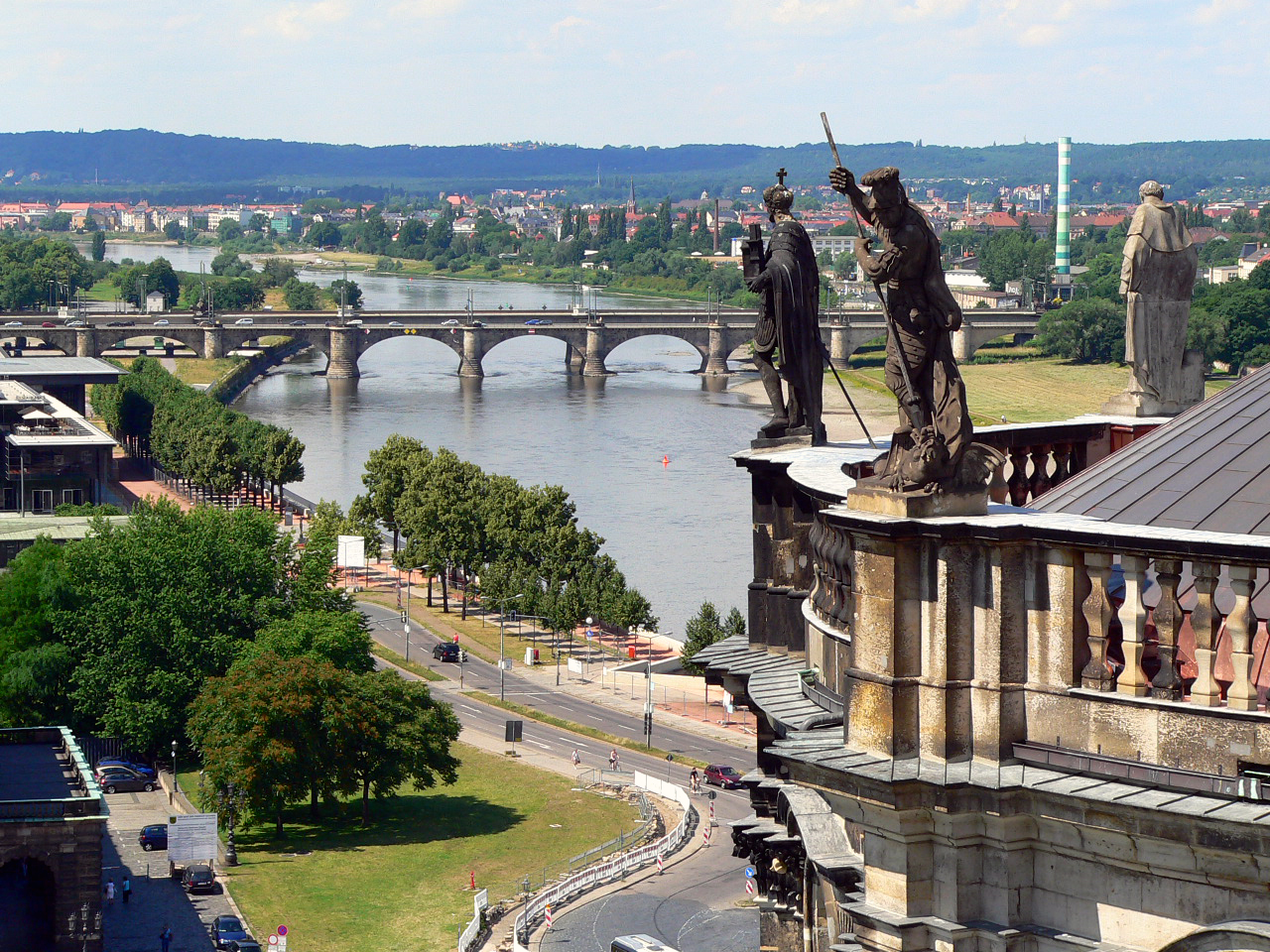
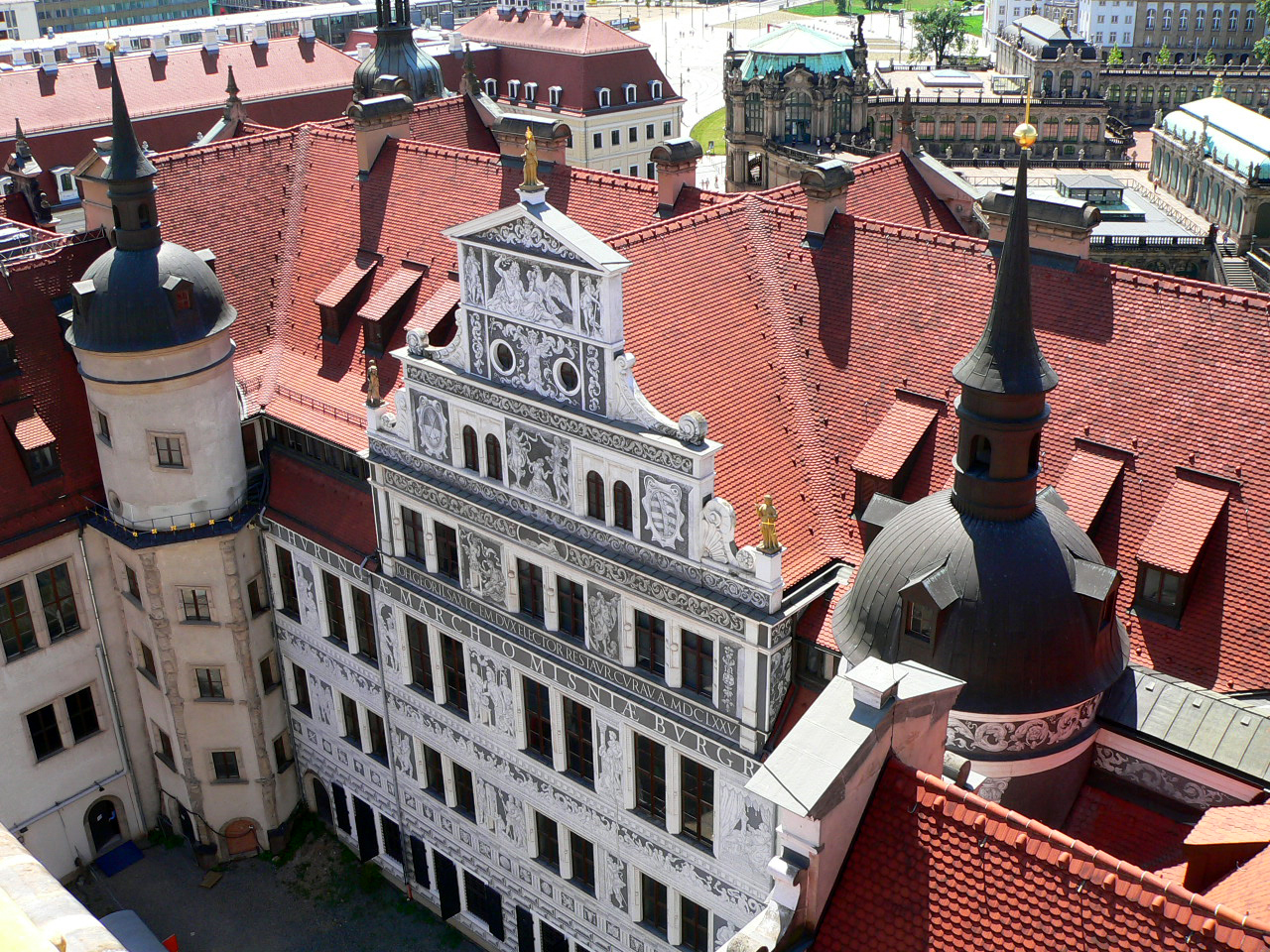
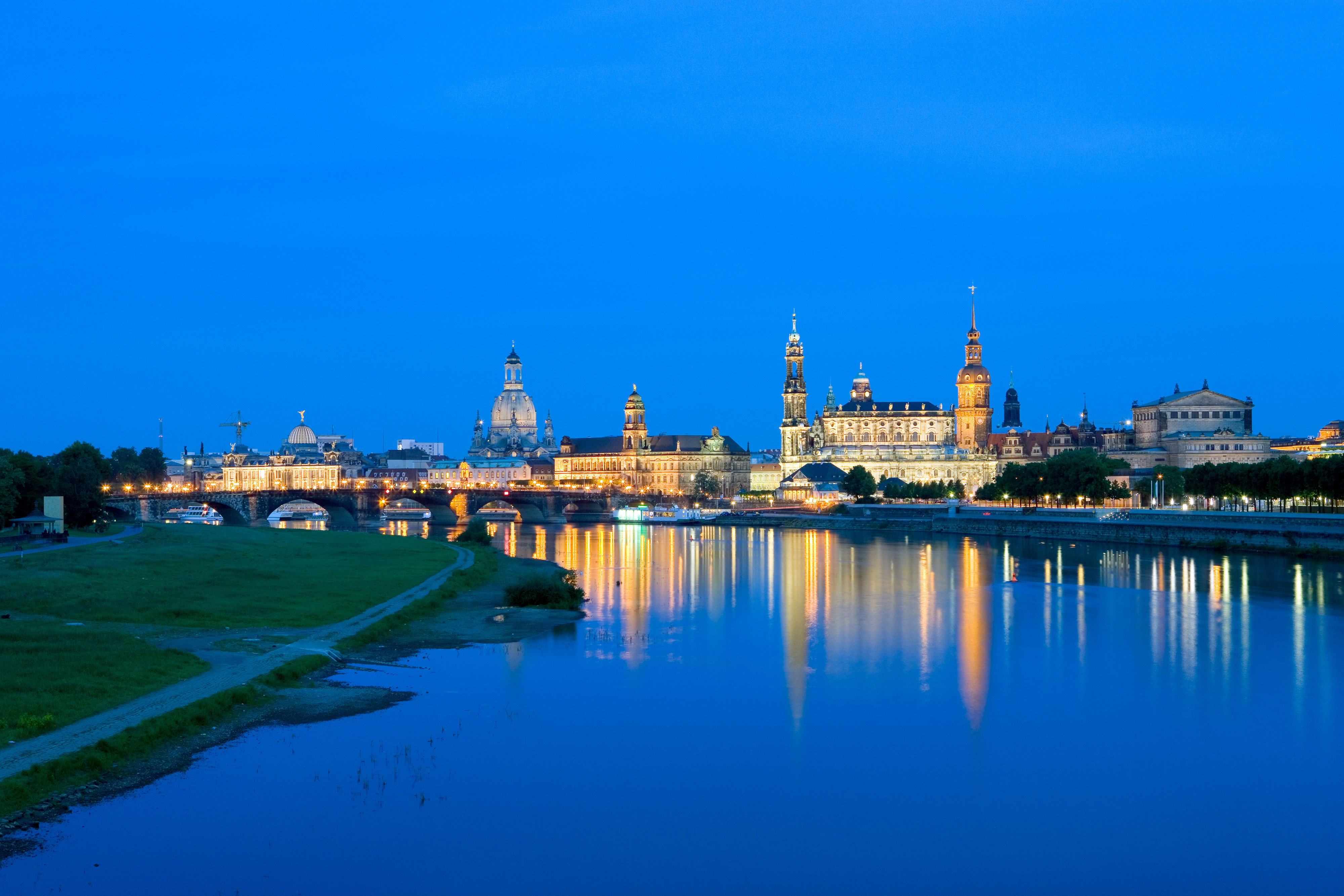

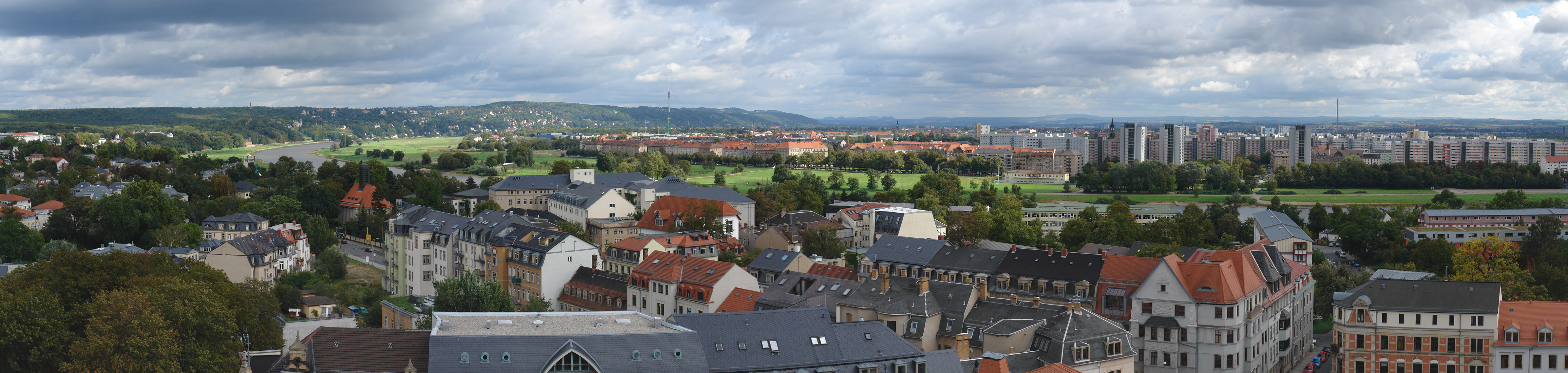

## Ресурси Інтернету
- Долина Ельби біля Дрездена (рос.). UNESCO. Архів оригіналу за 11 квітня 2008. Процитовано 25 червня 2009.
- Вікісховище має мультимедійні дані за темою: Дрезденська долина Ельби
- Masterplan Welterbe Dresdner Elbtal [Архівовано 4 березня 2016 у Wayback Machine.] (PDF; 13,5 MB)
- Informationen der Deutschen UNESCO-Kommission [Архівовано 22 квітня 2014 у Wayback Machine.]
- Kommentierte Teilübersetzung von Wilfried Hanisch zu dem Artikel «Compliance with the UNESCO World Heritage Convention: Reflections on the Elbe Valley and the Dresden Waldschlösschen Bridge» [Архівовано 28 червня 2014 у Wayback Machine.] (PDF; 227 kB) von Prof. Sabine von Schorlemer, veröffentlicht im German Yearbook of International Law Ausgabe 2009, ISBN 978-3-428-13132-7.
- Kunibert Wachten, Lehrstuhl und Institut für Städtebau und Landesplanung der RWTH Aachen: Die beiden Gutachten zu den visuellen Auswirkungen von Waldschlösschenbrücke und Mittelrheinbrücke. [Архівовано 13 серпня 2016 у Wayback Machine.]
- Dumm baut gut [Архівовано 25 лютого 2017 у Wayback Machine.] (DIE ZEIT zum Baubeginn im Welterbegebiet, 22. November 2007)